# Филхармонията (хижа)
„Филхармонията“ (известна и като ресторант „Пънчето“) е туристическа хижа, намираща се в планината Витоша. Изградена е като почивен дом на Софийската филхармония, но впоследствие е превърната в ресторант и хижа „Пънчето“.

## Изходни пунктове
- местността Златните мостове (последна спирка на автобус № 63) – 1,15 часа
- село Владая – 2,45 часа
- квартал Княжево – 3,15 часа

## Съседни туристически обекти
- хижа Еделвайс – 15 минути
- хижа Звездица – 20 минути